# Iris Klein
Iris Klein, geb. Kruschwitz (* 26. Mai 1967 in Altrip), ist eine deutsche Reality-TV-Teilnehmerin.

## Leben
Iris Klein wuchs bis zu ihrem zehnten Lebensjahr in Altrip auf und zog nach der Trennung ihrer Eltern mit ihrer Mutter nach Ludwigshafen am Rhein. Dort besuchte sie von 1978 bis 1981 die Anne-Frank-Realschule und von 1981 bis 1983 die Kopernikus-Realschule. Nach der Schule begann sie eine Lehre zur Friseurin, die sie aufgrund einer Schwangerschaft mit 17 Jahren abbrechen musste. Aus erster Ehe mit Jürgen Katzenberger stammen Tobias (* 1985) und Daniela Katzenberger (* 1986), aus zweiter Ehe mit Andreas Frankhauser († 2017) Jennifer Frankhauser (* 1992) sowie zwei Stiefsöhne. Mit einem mobilen Nagelstudio bot sie zehn Jahre lang Prostituierten in Bordellen ihre Dienstleistung an. In dritter Ehe war sie mit dem gelernten Maler und Lackierer Peter Klein verheiratet. Im Januar 2023 erfolgte die Trennung, im November 2024 die Scheidung; Iris Klein hatte aufgrund ihrer TV-Gagen und eines fehlenden Ehevertrags eine Abfindung von 100.000 Euro an Peter Klein zu zahlen.

## Öffentliche Auftritte
2009 und 2010 spielte Klein zusammen mit ihrer Tochter in den Doku-Soaps Auf und davon – Mein Auslandstagebuch und Goodbye Deutschland und danach in Daniela Katzenberger – natürlich blond. In diesen Sendungen unterzog sie sich unter anderem vor laufender Kamera einer Schönheitsoperation und nahm an Schlagerwettbewerben teil. Auch danach war Klein fortlaufend in den Dokusoaps ihrer Tochter Daniela Katzenberger zu sehen und war zudem Kommentatorin in Sendungen wie z. B. Hilf mir! Jung, pleite, verzweifelt ….
Klein betrieb in Ludwigshafen elf Jahre lang das Restaurant im Bett. 2010 eröffnete sie die Gaststätte als Pfannkuchenhaus Im Bett an anderer Stelle neu, wo sie sich auch von den Köchen der VOX-Fernsehsendung Die Küchenchefs besuchen ließ.
Im gleichen Jahr nahm sie an der zehnten Staffel von Big Brother teil. Während der Teilnahme verstieß sie gegen Regeln, trat eine Strafe nicht an und musste das Haus verlassen. Im September 2010 war sie in der RTL-Fernsehsendung 101 Wege aus der härtesten Show der Welt zu sehen. Einen Monat später trat sie gemeinsam mit ihrem Ehemann Peter Klein als Duo „2 wie Wir“ bei der Deutschen Schlagerhitparade auf und sang den Titel Hallo Deutschland.
Vom 10. bis zum 23. Januar 2013 nahm sie als später Siebtplatzierte an der Sendung Ich bin ein Star – Holt mich hier raus! teil, hinterher an den Formaten Das perfekte Promi-Dinner sowie Shopping Queen.
2018 wanderte das Ehepaar Klein nach Mallorca aus. Die Auswanderung wurde in der Sat.1-Dokusoap Promis privat - mein fast perfektes Leben begleitet. 2019 eröffnete sie auf Mallorca eine Beachbar, welche sie nach drei Tagen wieder aufgab. 2020 nahmen sie und Peter Klein an Das Sommerhaus der Stars – Kampf der Promipaare teil.
Dem RTL-2-Format Kampf der Realitystars konnte sie 2022 aufgrund einer COVID-19-Erkrankung zunächst nur virtuell beiwohnen.
Im November 2023 nahm Klein an der elften Staffel der Reality-Show Promi Big Brother teil und lebte 14 Tage mit anderen Prominenten in einem Container.

## Fernsehauftritte
- 2009: Auf und davon – Mein Auslandstagebuch (VOX) (Gastauftritt)
- 2010: Goodbye Deutschland! Die Auswanderer (VOX) (Gastauftritt)
- 2010–2013: Daniela Katzenberger – natürlich blond (VOX) (Gastauftritt)
- 2010: Big Brother (RTL ll)
- 2012: Die Küchenchefs[13] (VOX)
- 2013: Ich bin ein Star – Holt mich hier raus! (RTL)
- 2013: Das perfekte Promi-Dinner (VOX)
- 2013: Shopping Queen (VOX)
- 2014: Promi Shopping Queen (VOX)
- seit 2015: Daniela Katzenberger (RTL ll, VOX) (Gastauftritt)
- 2016: Hilf mir! Jung, pleite, verzweifelt …     (RTL ll) (Gastauftritt)
- 2019: Promis Privat (Sat.1)
- 2019, 2020, 2022–2024: Ich bin ein Star – Die Stunde danach (RTL)
- 2020: Das Sommerhaus der Stars – Kampf der Promipaare (RTL)
- 2021: Ich bin ein Star – Die große Dschungelshow (RTL) (Gastauftritt)
- 2021: Die Festspiele der Reality Stars – Wer ist die hellste Kerze? (Sat.1)
- 2022: Kampf der Realitystars – Schiffbruch am Traumstrand (RTL ll)
- 2023: Promi Big Brother (Sat.1)
- 2025: Promis unter Palmen - Für Geld mache ich alles! (Sat.1)
- 2025: CoupleChallenge – Das stärkste Team gewinnt (RTL ll)
- 2025: The 50 (Amazon Prime Video)